# Rennrodel-Europameisterschaften 2020
Die 51. Rennrodel-Europameisterschaften wurden am 18. und 19. Januar 2020 im Rahmen des 5. Weltcuprennens der Saison 2019/20 auf der Bob- und Rennschlittenbahn Hunderfossen in Lillehammer, Norwegen, ausgetragen.
Die von der Fédération Internationale de Luge de Course organisierten kontinentalen Titelkämpfe fanden erstmals auf der Olympiabahn von 1994 und 2016 (Olympische Jugend-Winterspiele) statt. Es wurden Race-in-Race-Wettbewerbe (die Weltcuprennen sind gleichzeitig auch Europameisterschaftsrennen) in den Einsitzern für Männer und Frauen, dem Doppelsitzer sowie in der Disziplin der Teamstaffel ausgetragen. Abgesehen vom letzten Wettbewerb wurden alle Wettbewerbe in zwei Läufen entschieden werden. Zum ersten Mal wurde in den Ein- und Doppelsitzerwettbewerben eine U23-Wertung vorgenommen.

## Vergabe

Karte der Bob- und Rennschlittenbahn Hunderfossen

Ende April 2019 gab der Rennrodel-Weltverband FIL bekannt, dass die 51. Rennrodel-Europameisterschaften auf der Bob- und Rennschlittenbahn Hunderfossen in Lillehammer stattfinden werden. Lillehammer war zuvor letztmals im Rahmen der Saison 2017/18 Austragungsort eines Rennrodel-Weltcups.

## Titelverteidiger
Bei den vergangenen Europameisterschaften 2019 auf der Rennrodelbahn Oberhof siegten Natalie Geisenberger im Frauen-Einsitzer, Semjon Pawlitschenko im Männer-Einsitzer, das Doppelsitzerpaar Tobias Wendl und Tobias Arlt sowie die Teamstaffel Italiens in der Besetzung Andrea Vötter, Dominik Fischnaller, Ivan Nagler, Fabian Malleier. Natalie Geisenberger unterbrach ihre aktive Karriere zu Beginn der Saison 2019/20 aufgrund einer Schwangerschaft und wird daher als einzige Titelverteidigerin nicht zur Verteidigung ihres Europameistertitels antreten.

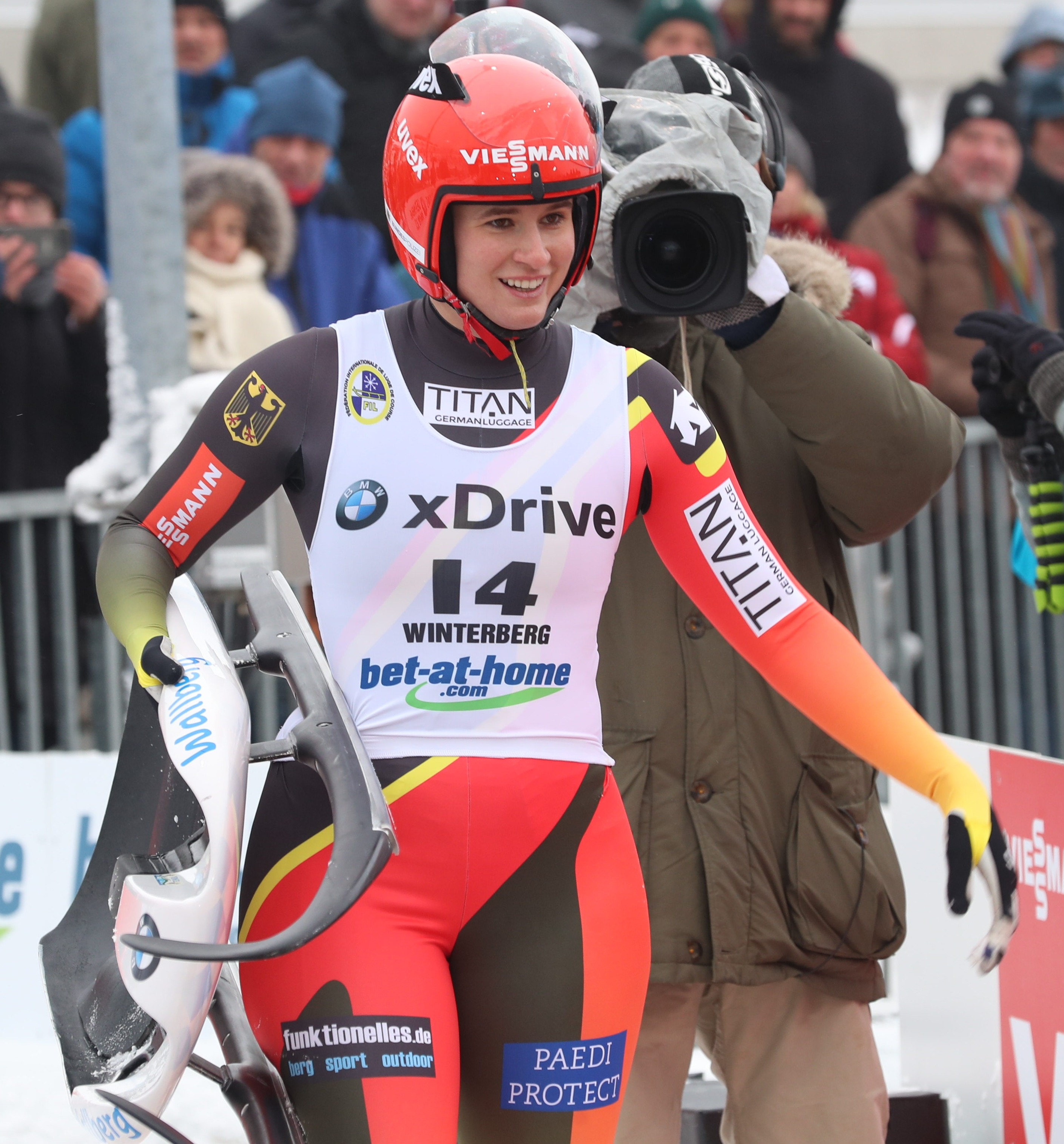
Natalie Geisenberger
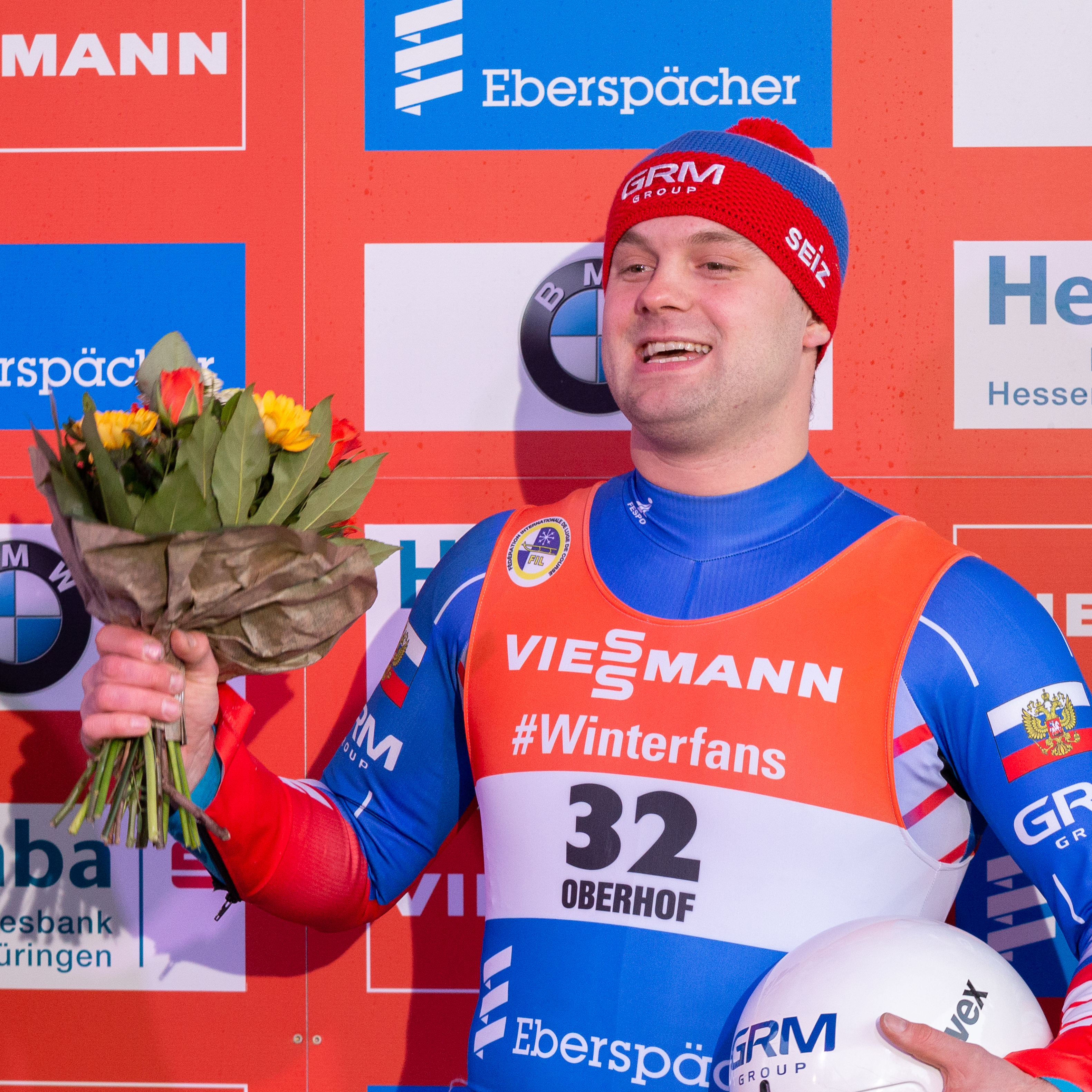
Semjon Pawlitschenko
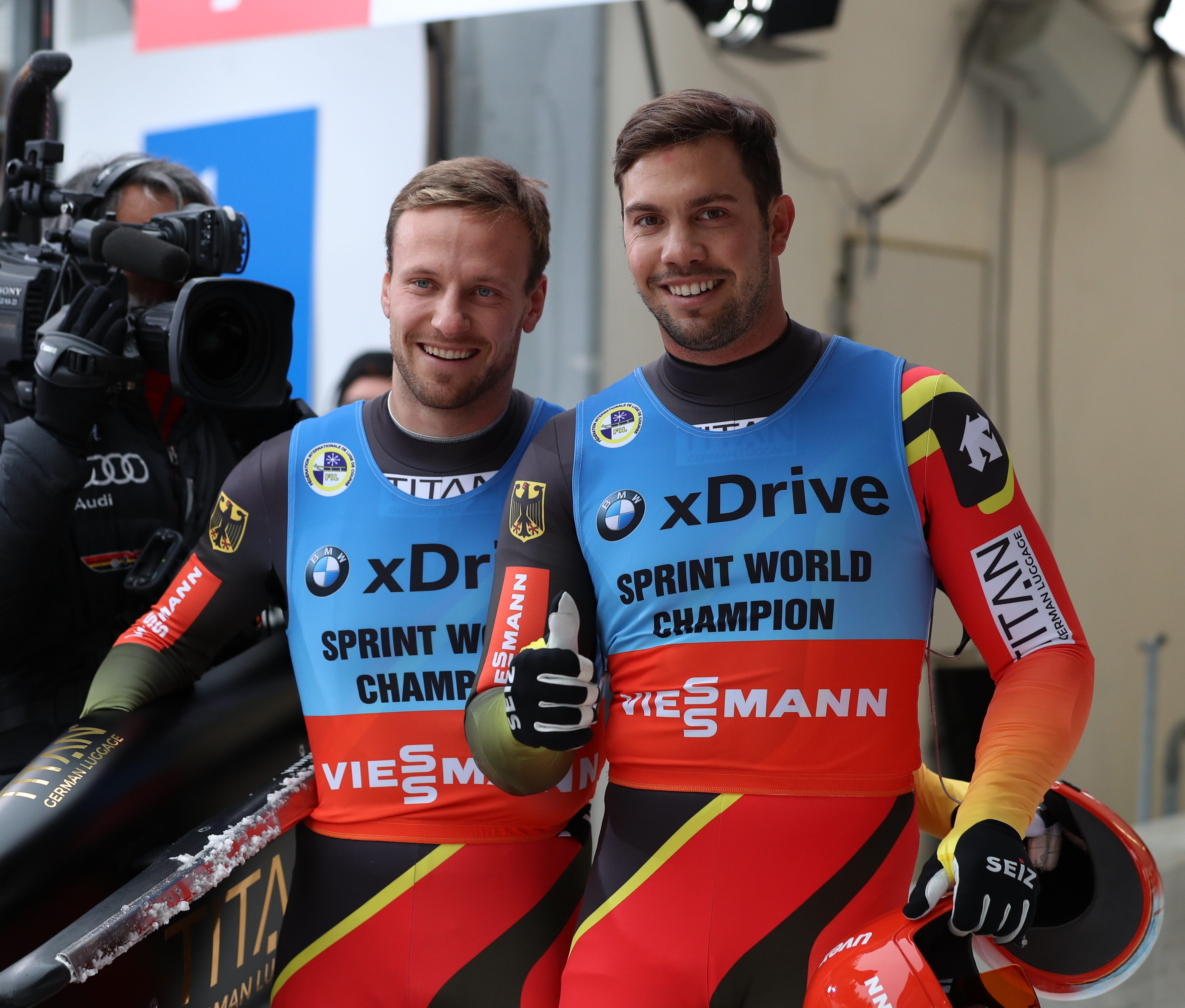
Tobias Wendl/Tobias Arlt
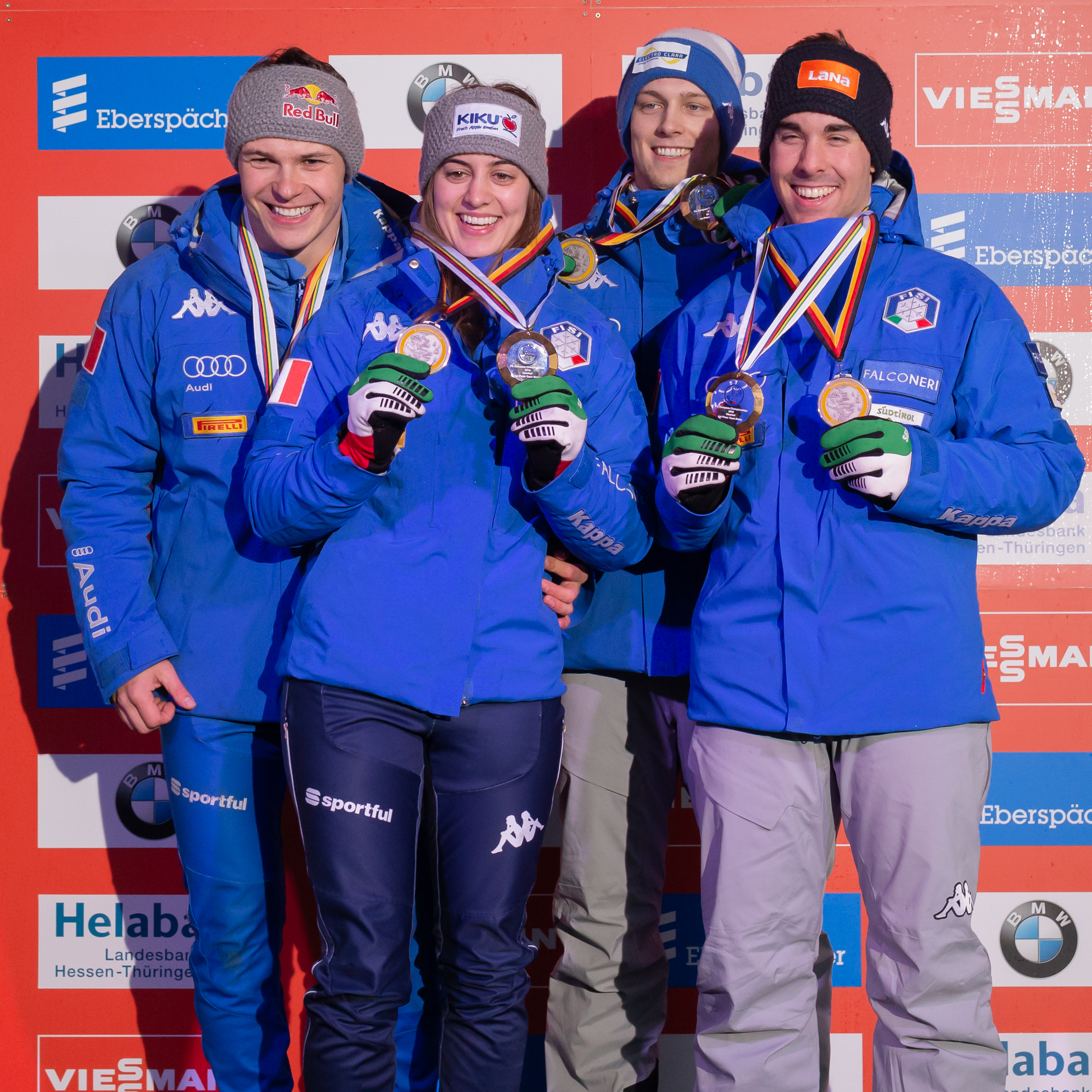
Dominik Fischnaller, Andrea Vötter, Ivan Nagler, Fabian Malleier

## Ergebnisse

### Einsitzer der Frauen

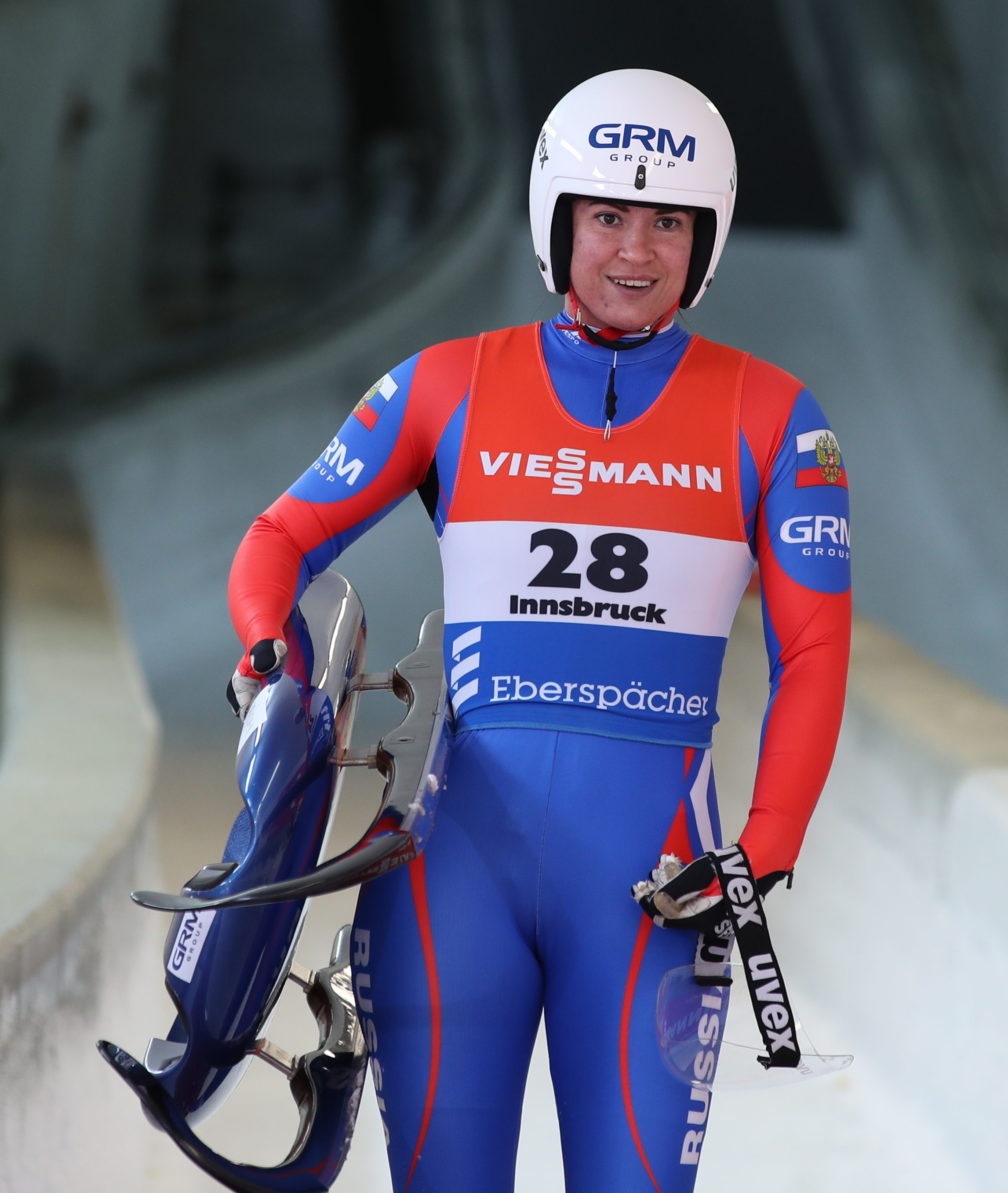
Tatjana Iwanowa, Europameisterin im Einsitzer der Frauen

| Platz | Sportlerin                | Laufzeiten        | Zeit             |
| ----- | ------------------------- | ----------------- | ---------------- |
| 01    | Tatjana Iwanowa           | 47,826 s 47,656 s | 1:35,482 Minuten |
| 02    | Julia Taubitz             | 47,753 s 47,871 s | 1:+0,142 s       |
| 03    | Wiktorija Demtschenko     | 47,758 s 47,894 s | 1:+0,170 s       |
| 04    | Andrea Vötter             | 47,937 s 47,912 s | 1:+0,367 s       |
| 05    | Madeleine Egle (U23)      | 47,837 s 48,024 s | 1:+0,379 s       |
| 06    | Jekaterina Katnikowa      | 48,009 s 47,854 s | 1:+0,381 s       |
| 07    | Ulla Zirne                | 47,967 s 48,143 s | 1:+0,628 s       |
| 08    | Jessica Tiebel (U23)      | 48,082 s 48,200 s | 1:+0,800 s       |
| 09    | Kendija Aparjode          | 48,130 s 48,263 s | 1:+0,911 s       |
| 10    | Elīza Cauce               | 48,204 s 48,207 s | 1:+0,929 s       |
| 11    | Anna Berreiter (U23)      | 48,684 s 47,932 s | 1:+1,134 s       |
| 12    | Natalie Maag (U23)        | 48,405 s 48,317 s | 1:+1,240 s       |
| 13    | Raluca Strămăturaru       | 48,535 s 48,215 s | 1:+1,268 s       |
| 14    | Nina Zöggeler (U23)       | 48,702 s 48,162 s | 1:+1,382 s       |
| 15    | Olena Stezkiw             | 48,547 s 48,372 s | 1:+1,437 s       |
| 16    | Marion Oberhofer (U23)    | 48,358 s 48,652 s | 1:+1,528 s       |
| 17    | Elīna Ieva Vītola (U23)   | 48,532 s 48,568 s | 1:+1,618 s       |
| 18    | Vilde Tangnes (U23)       | 48,423 s 48,717 s | 1:+1,658 s       |
| 19    | Cheyenne Rosenthal (U23)  | 48,862 s 48,363 s | 1:+1,743 s       |
| 20    | Olessja Michailenko (U23) | 49,117 s 48,483 s | 1:+2,118 s       |
| 21    | Hannah Prock (U23)        | 48,749 s 49,061 s | 1:+2,328 s       |
| 22    | Klaudia Domaradzka (U23)  | 49,067 s 48,819 s | 1:+2,404 s       |
| 23    | Michaela Maršíková (U23)  |                   |                  |
| 24    | Olena Smaha (U23)         |                   |                  |
| 25    | Tove Kohala (U23)         |                   |                  |
| 26    | Daria Obratov             |                   |                  |
| 27    | Dania Obratov (U23)       |                   |                  |
| DNF   | Katarína Šimoňáková (U23) | 48,376 s DNF      |                  |
| DNF   | Verena Hofer (U23)        |                   |                  |

### Einsitzer der Männer

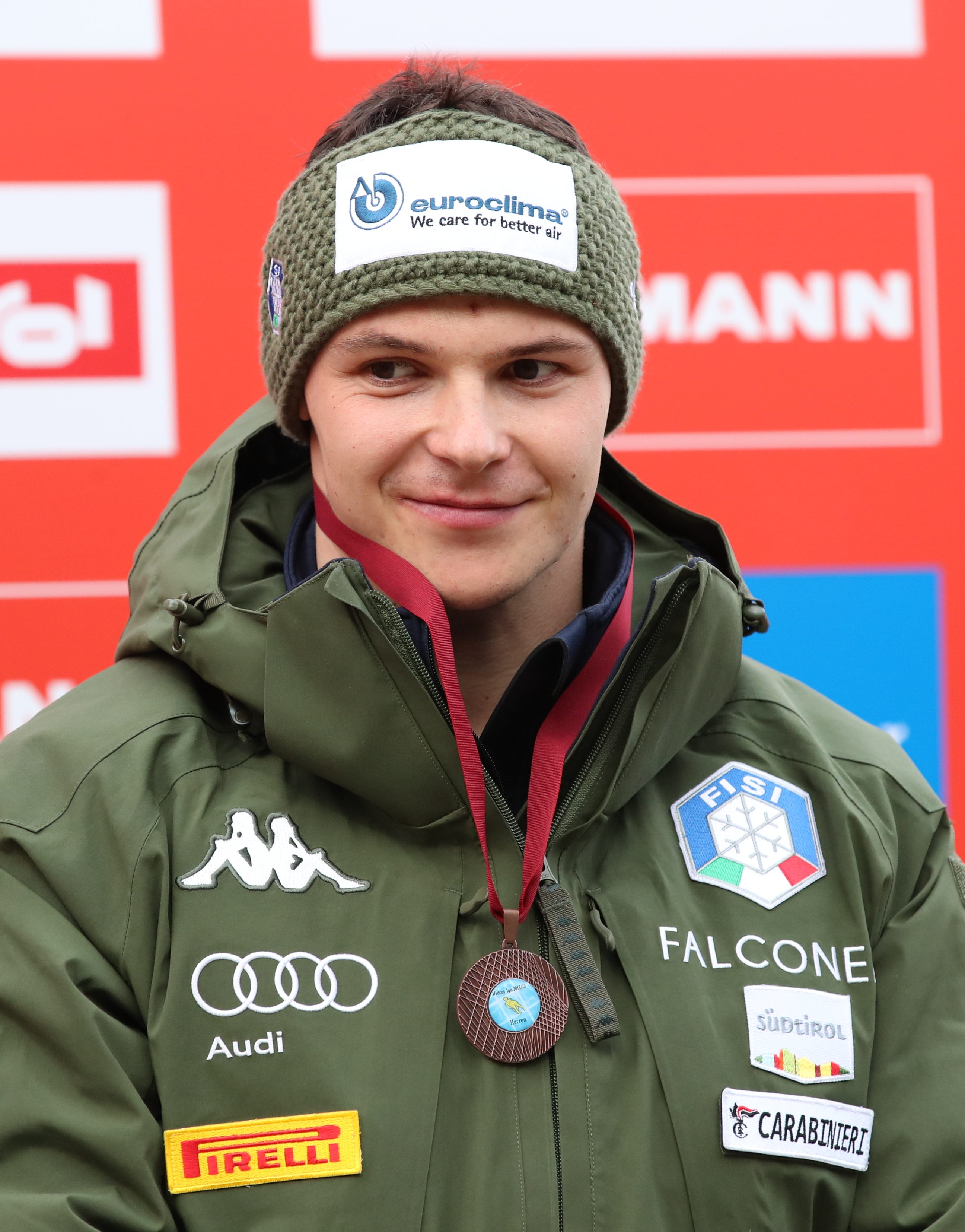
Dominik Fischnaller, Europameister im Einsitzer der Männer

| Platz | Sportlerin              | Laufzeiten        | Zeit             |
| ----- | ----------------------- | ----------------- | ---------------- |
| 01    | Dominik Fischnaller     | 48,763 s 48,974 s | 1:37,737 Minuten |
| 02    | Semjon Pawlitschenko    | 48,761 s 49,150 s | 1:+0,174 s       |
| 03    | Roman Repilow           | 48,889 s 49,076 s | 1:+0,228 s       |
| 04    | David Gleirscher        | 48,944 s 49,260 s | 1:+0,467 s       |
| 05    | Kevin Fischnaller       | 49,003 s 49,407 s | 1:+0,673 s       |
| 06    | Stepan Fjodorow         | 49,015 s 49,425 s | 1:+0,703 s       |
| 07    | Johannes Ludwig         | 49,032 s 49,438 s | 1:+0,733 s       |
| 08    | Wolfgang Kindl          | 49,305 s 49,262 s | 1:+0,830 s       |
| 09    | Kristers Aparjods (U23) | 49,206 s 49,418 s | 1:+0,887 s       |
| 10    | Jonas Müller (U23)      | 49,386 s 49,320 s | 1:+0,969 s       |
| 11    | Max Langenhan (U23)     | 49,341 s 49,412 s | 1:+1,016 s       |
| 12    | Maxim Arawin            | 49,558 s 49,258 s | 1:+1,079 s       |
| 13    | Felix Loch              | 49,451 s 49,149 s | 1:+1,080 s       |
| 14    | Nico Gleirscher (U23)   | 49,541 s 49,486 s | 1:+1,290 s       |
| 15    | Riks Rozītis            | 49,441 s 49,654 s | 1:+1,358 s       |
| 16    | Jozef Ninis             | 49,656 s 49,484 s | 1:+1,403 s       |
| 17    | Inārs Kivlenieks        | 49,436 s 49,795 s | 1:+1,494 s       |
| 18    | Artūrs Dārznieks        | 49,600 s 49,883 s | 1:+1,746 s       |
| 19    | Valentin Crețu          | 49,742 s 49,765 s | 1:+1,770 s       |
| 20    | Sebastian Bley          | 49,675 s 50,067 s | 1:+2,005 s       |
| 21    | Svante Kohala (U23)     | 49,853 s 50,193 s | 1:+2,309 s       |
| 22    | Mateusz Sochowicz       | 49,800 s 50,435 s | 1:+2,498 s       |
| 23    | Jakub Šimoňák           | 50,511 s 49,757 s | 1:+2,531 s       |
| 24    | Leon Felderer (U23)     | 50,606 s 50,546 s | 1:+3,415 s       |
| 25    | Andrij Mandsij          | 50,040 s 73,166 s | +25,469 s        |
| 26    | Anton Dukatsch          | 76,012 s 49,977 s | +28,252 s        |
| 27    | Aleksander Melås (U23)  |                   |                  |
| 28    | Jan Čežík (U23)         |                   |                  |
| 29    | Lukas Gufler (U23)      |                   |                  |
| 30    | Kacper Tarnawski (U23)  |                   |                  |
| 31    | Andrei Turea (U23)      |                   |                  |
| 32    | Michael Lejsek (U23)    |                   |                  |
| 33    | Mirza Nikolajev (U23)   |                   |                  |
| 34    | Zwetelin Iwanow (U23)   |                   |                  |
| 35    | Anel Čirkinagić (U23)   |                   |                  |
| 36    | Zlatan Jakić (U23)      |                   |                  |

### Doppelsitzer

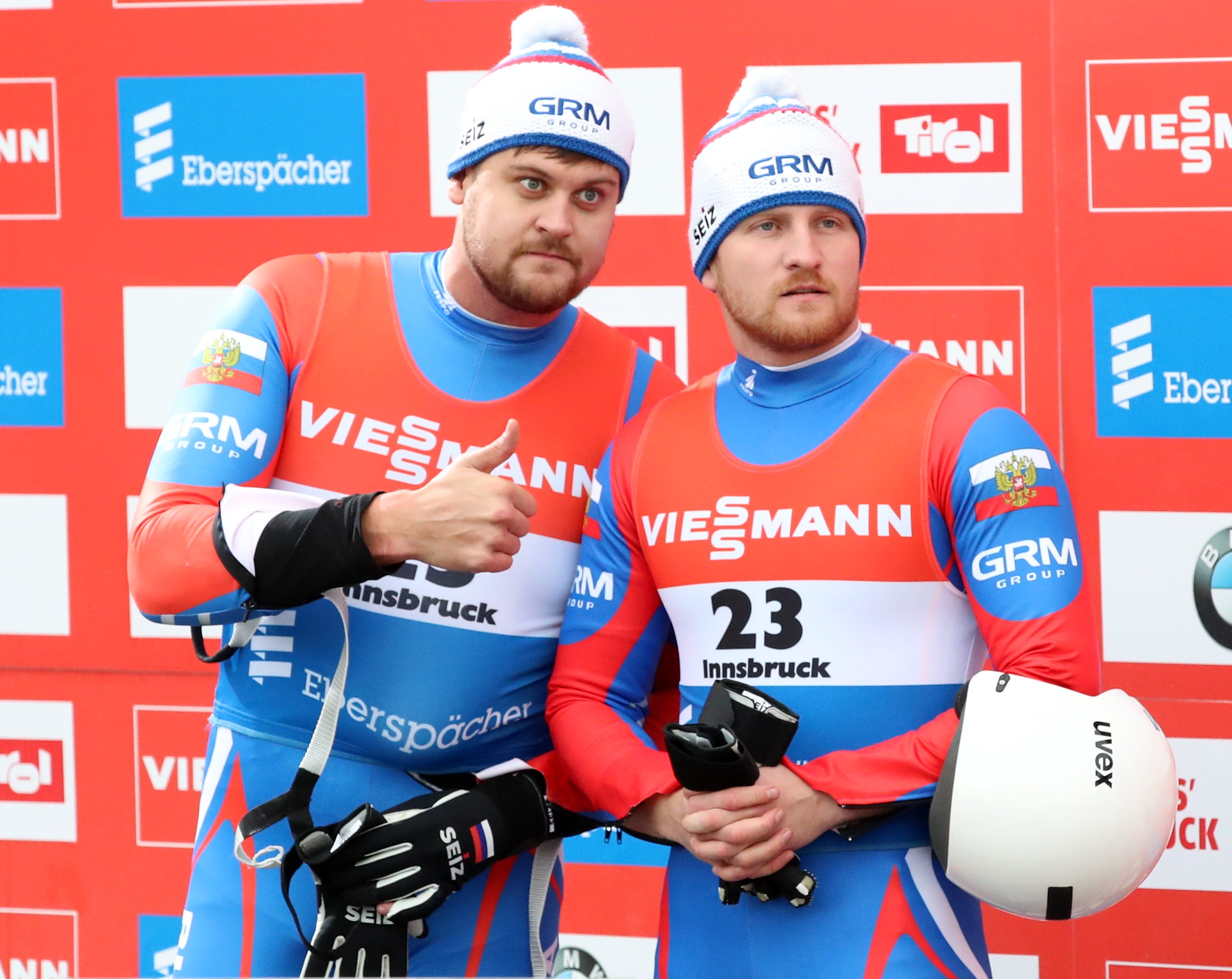
Alexander Denissjew und Wladislaw Antonow, Europameister im Doppelsitzer

| Platz | Sportlerin                                    | Laufzeiten        | Zeit             |
| ----- | --------------------------------------------- | ----------------- | ---------------- |
| 01    | Alexander Denissjew/Wladislaw Antonow         | 47,779 s 47,806 s | 1:35,585 Minuten |
| 02    | Thomas Steu/Lorenz Koller                     | 47,815 s 47,870 s | 1:+0,100 s       |
| 03    | Wladislaw Juschakow/Juri Prochorow            | 47,880 s 49,887 s | 1:+0,172 s       |
| 04    | Ivan Nagler/Fabian Malleier (U23)             | 47,908 s 47,954 s | 1:+0,277 s       |
| 05    | Emanuel Rieder/Simon Kainzwaldner             | 47,842 s 48,156 s | 1:+0,413 s       |
| 06    | Wojciech Chmielewski/Jakub Kowalewski         | 48,082 s 48,040 s | 1:+0,537 s       |
| 07    | Tobias Wendl/Tobias Arlt                      | 47,982 s 48,144 s | 1:+0,541 s       |
| 08    | Toni Eggert/Sascha Benecken                   | 47,922 s 48,229 s | 1:+0,566 s       |
| 09    | Ludwig Rieder/Patrick Rastner                 | 48,082 s 48,090 s | 1:+0,587 s       |
| 10    | Robin Geueke/David Gamm                       | 48,182 s 48,089 s | 1:+0,686 s       |
| 11    | Wsewolod Kaschkin/Konstantin Korschunow (U23) | 47,896 s 48,406 s | 1:+0,717 s       |
| 12    | Lettland/Imants Marcinkēvičs                  | 48,026 s 48,351 s | 1:+0,792 s       |
| 13    | Lettland/Pēteris Kalniņš                      | 48,108 s 48,479 s | 1:+1,002 s       |
| 14    | Ihor Stachiw/Andrij Lyssezkyj (U23)           | 48,714 s 48,886 s | 1:+2,015 s       |
| 15    | Ihor Hoj/Myroslaw Lewkowytsch (U23)           | 49,457 s 48,797 s | 1:+2,669 s       |
| 16    | Filip Vejdělek/Zdeněk Pěkný (U23)             | 49,298 s 49,577 s | 1:+3,290 s       |
| 17    | Yannick Müller/Armin Frauscher                | 48,361 s 53,305 s | 1:+6,081 s       |
| 18    | Andris Šics/Juris Šics                        | 47,884 s 56,029 s | 1:+8,328 s       |
| DNF   | Tomáš Vaverčák/Matej Zmij (U23)               | 48,574 s DNF      |                  |

### Teamstaffel

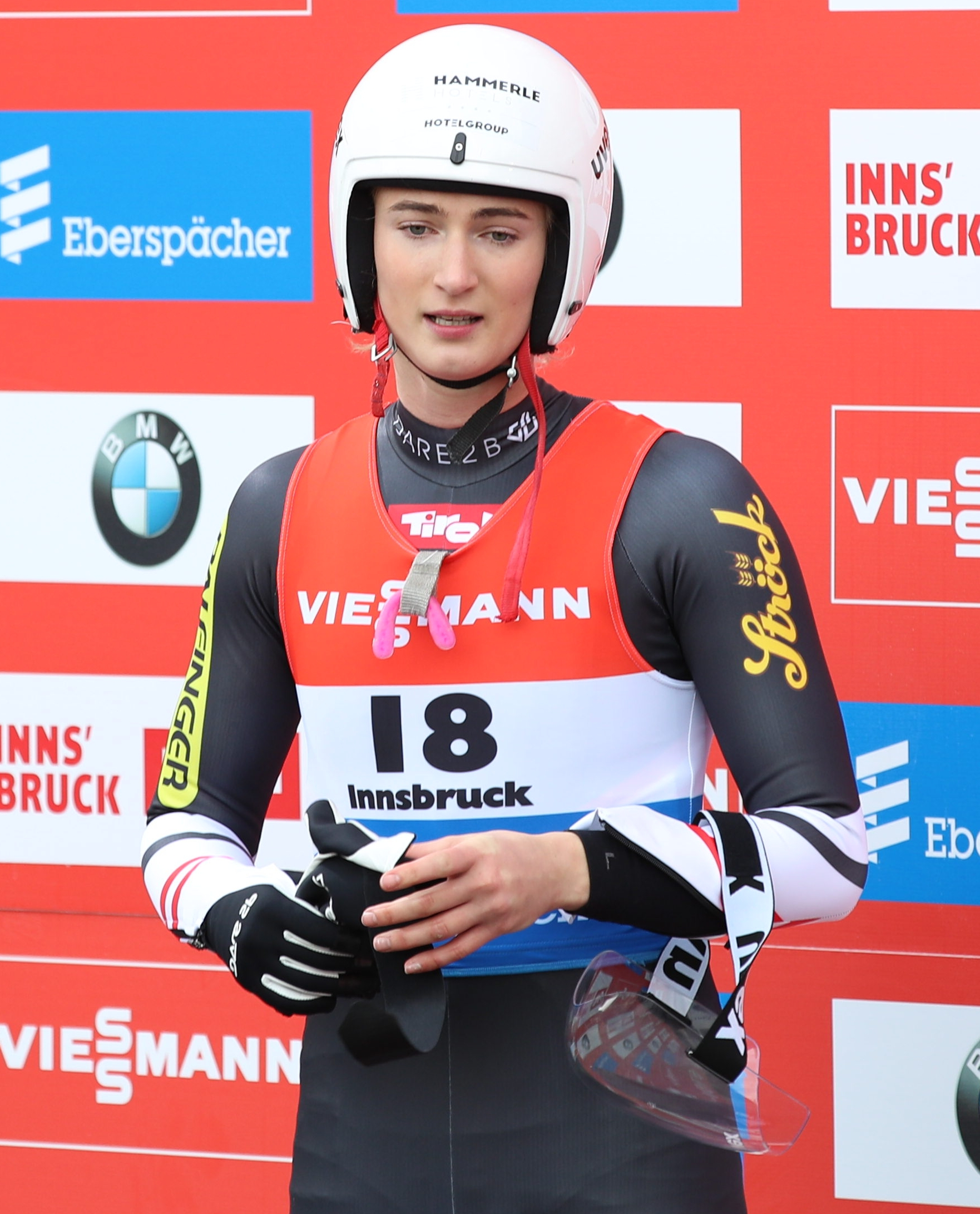
Madeleine Egle, Europameisterin in der Teamstaffel

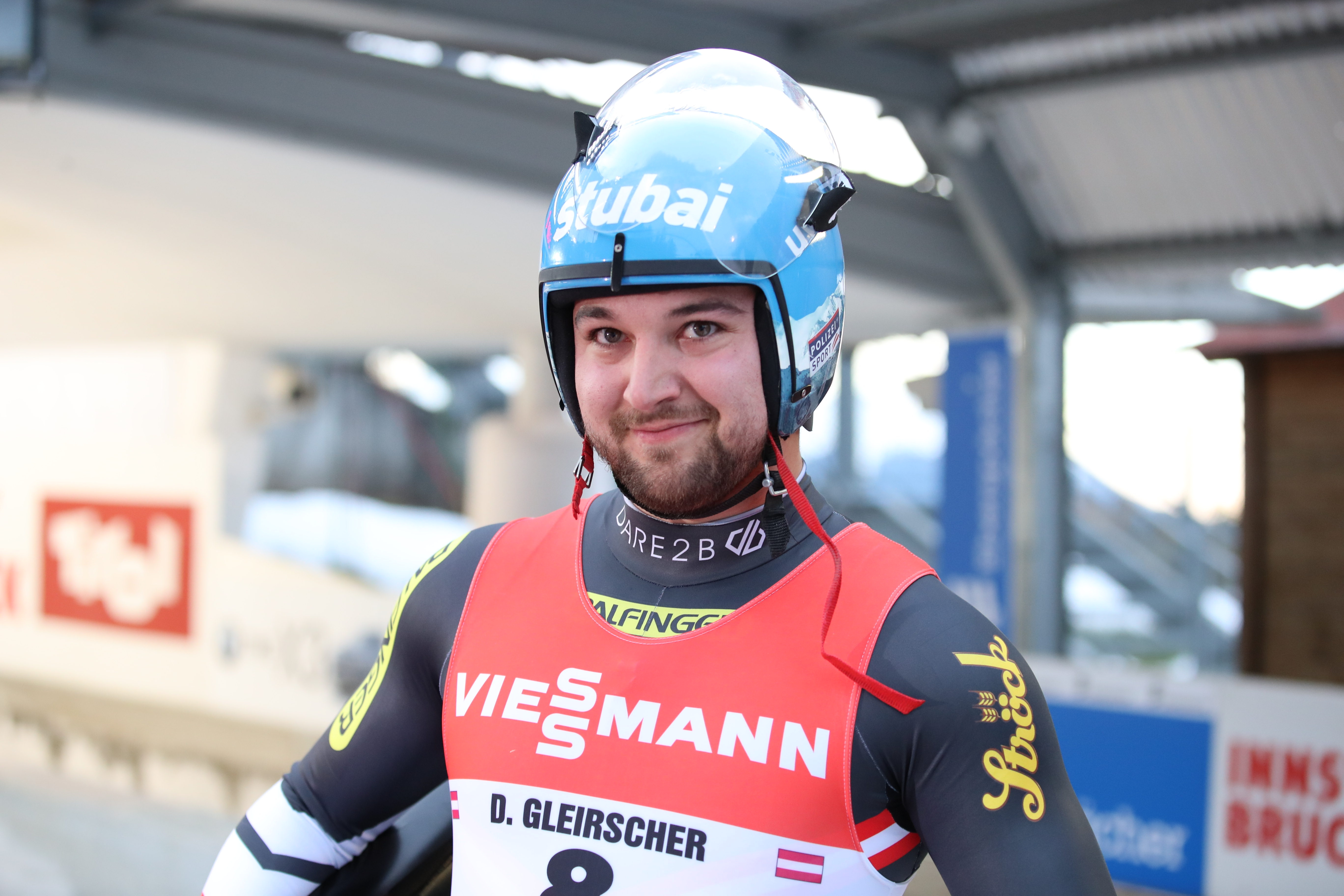
David Gleirscher, Europameister in der Teamstaffel

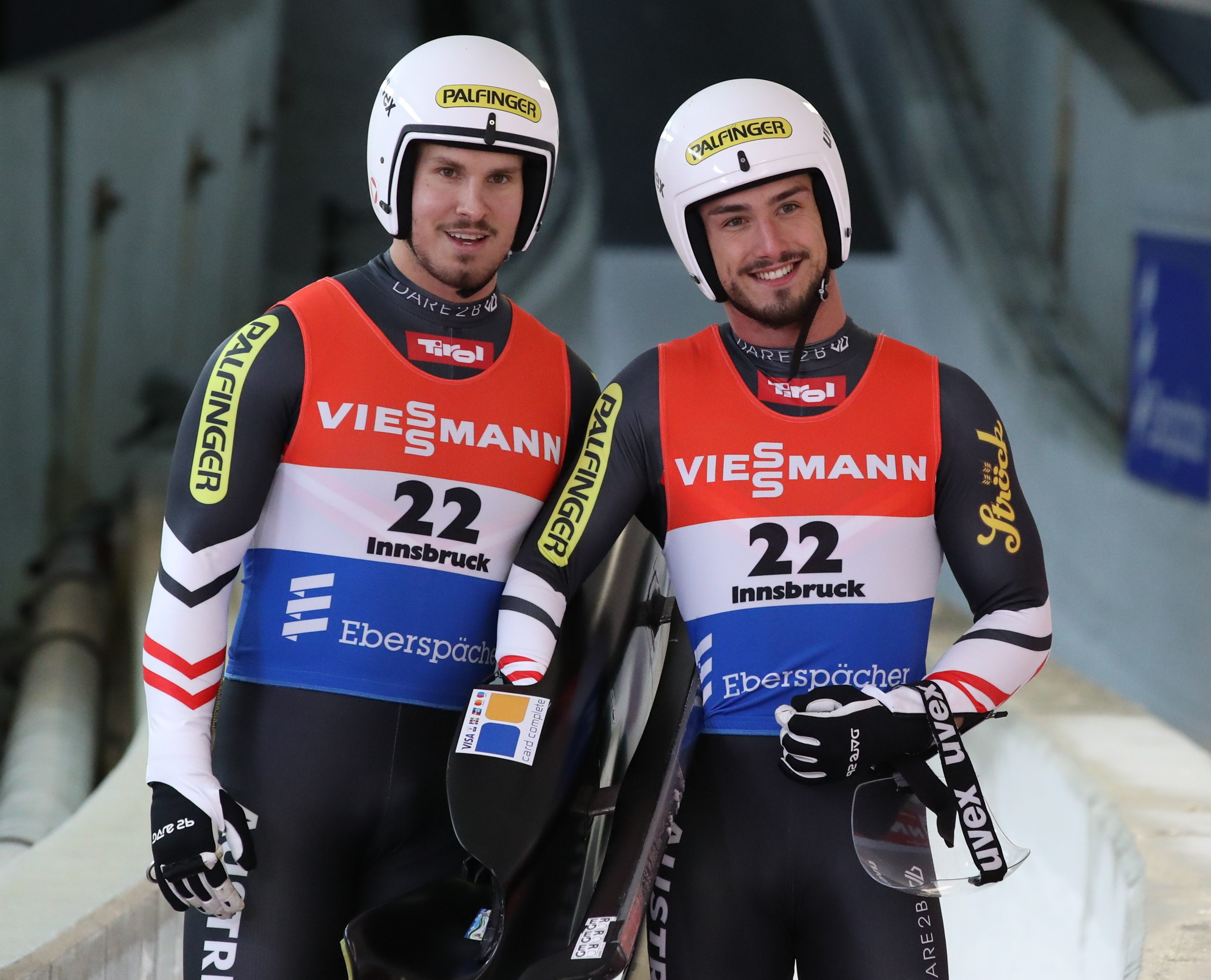
Thomas Steu und Lorenz Koller, Europameister in der Teamstaffel

| Platz | Sportler                                                                           | Zeit             |
| ----- | ---------------------------------------------------------------------------------- | ---------------- |
| 01    | ÖsterreichMadeleine Egle David Gleirscher Thomas Steu Lorenz Koller                | 2:36,912 Minuten |
| 02    | ItalienAndrea Vötter Dominik Fischnaller Ivan Nagler Fabian Malleier               | 1:+0,108 s       |
| 03    | LettlandUlla Zirne Kristers Aparjods Andris Šics Juris Šics                        | 1:+0,631 s       |
| 04    | DeutschlandJulia Taubitz Johannes Ludwig Tobias Wendl Tobias Arlt                  | 1:+0,657 s       |
| 05    | RusslandTatjana Iwanowa Semjon Pawlitschenko Alexander Denissjew Wladislaw Antonow | 1:+1,311 s       |
| 06    | SlowakeiKatarína Šimoňáková Jozef Ninis Tomáš Vaverčák Matej Zmij                  | 1:+2,708 s       |
| 07    | PolenKlaudia Domaradzka Mateusz Sochowicz Wojciech Chmielewski Jakub Kowalewski    | 1:+3,010 s       |
| 08    | UkraineOlena Stezkiw Anton Dukatsch Ihor Stachiw Andrij Lyssezkyj                  | 1:+4,196 s       |
| 09    | TschechienMichaela Maršíková Michael Lejsek Filip Vejdělek Zdeněk Pěkný            | 1:+5,629 s       |

## Medaillenspiegel
Die U23-Wertung wird für den Medaillenspiegel nicht berücksichtigt.
| Platz | Land               | Gold | Silber | Bronze | Gesamt |
| ----- | ------------------ | ---- | ------ | ------ | ------ |
| 1     | Russland           | 2    | 1      | 2      | 5      |
| 2     | Italien            | 1    | 1      | 0      | 2      |
| 2     | Österreich         | 1    | 1      | 0      | 2      |
| 4     | Vereinigte Staaten | 0    | 1      | 0      | 1      |
| 5     | Deutschland        | 0    | 0      | 1      | 1      |
| 5     | Lettland           | 0    | 0      | 1      | 1      |